# Костадин Аджов
Костадин Аджов (роден на 19 май 1991) е български футболист, нападател, състезател на Оборище (Панагюрище).

## Кариера
Аджов е юноша на Левски София, но няма участия в официални срещи за отбора. Изиграл е най-много мачове за австрийския Кренгълбах, за който има и 24 отбелязани гола през сезон 2014/15. От 2016 година се състеза за Септември София във Втора професионална лига, с който печели промоция за Първа лига през 2017 г.